# 1394
Denna artikel handlar om årtalet 1394. För datorkommunikationsstandarden, se IEEE 1394.
1394 (MCCCXCIV) var ett normalår som började en torsdag i den julianska kalendern.

## Händelser

### September
- 28 september – Pedro de Luna utses till motpåve och tar namnet Benedictus XIII.

### Okänt datum
- Vitaliebröderna erövrar Gotland och inrättar ett högkvarter i Visby.
- Vid avlatsfesten inkasserar Vadstena kloster 6.000 mark lödigt silver.
- Belägringen av Konstantinopel (1394–1402).

## Födda
- 4 mars – Henrik Sjöfararen, portugisisk prins.
- 4 juni – Filippa av England, drottning av Sverige, Danmark och Norge 1406–1430, gift med Erik av Pommern.
- 10 december – Jakob I, kung av Skottland 1406–1437.

## Avlidna
- 7 juni – Anna av Böhmen, drottning av England sedan 1382 (gift med Rikard II)
- 16 september – Clemens VII, född Robert av Genève, motpåve sedan 1378.